# Reino de Patani
```
   |-
       | 
Erro:
:  
valor não especificado para "
continente
"
```

Patani ou Patane é como ficou conhecido parte do antigo reino Serivijaia. Situava-se aproximadamente, na área da moderna Tailândia, nas províncias de Pattani, Yala, Narathiwat e mais ao norte parte da atual Malásia. Acredita-se que o Rei de Patani convertera-se ao islamismo em torno do século XI.
Assim como outros pequenos reinos da história do sudeste asiático, Patani sucumbiu ante um estado mais antigo. A maioria deles não possuía um idioma próprio, e desfrutou de curtos períodos de real independência, havendo desaparecido há muito tempo.